# Gleitbootpatrouille
Gleitbootpatrouille (Originaltitel: Everglades!) ist eine in Schwarzweiß gedrehte US-amerikanische Fernsehserie von 1961/62, deren Handlung in den Everglades im US-Bundesstaat Florida angesiedelt ist. Die amerikanische Erstausstrahlung erfolgte am 9. Oktober 1961, die deutsche im Frühjahr 1972 in der ARD.

## Episodenliste (Deutsche Synchronisation)
- 1. Ein Notfall (Emergency Treatment)
- 2. In letzter Stunde (Final Hours)
- 3. Weg ohne Umkehr (River of No Return)
- 4. Die Feiertagskinder (Friday’s Children)
- 5. Das ehrbare Mädchen (Killer in Calico)
- 6. Der Kriegsveteran (Keene’s Choice)
- 7. Das perfekte Verbrechen (The Perfect Crime)
- 8. Bewährungshelfer Link (Unwanted: Dead or Alive)
- 9. Der kaltblütige Gangster (Hideout)
- 10. Unter Druck gesetzt (Price of Evil)
- 11. Der Ferienhelfer (The Rookie)
- 12. Die Expedition (The Expedition)

## Handlung
Constable Lincoln Vail ist Mitglied der fiktiven Everglades County Patrol, die den Polizeidienst in den Sümpfen der Everglades versieht und deren Chef Chief Anderson ist. Sein Einsatzmittel ist ein Gleitboot, mit dem er in den schwierigen Gewässern der Sümpfe operieren kann. Begleitet wird er zeitweise von seinem Gehilfen Pete Hammond.
Veils Aufgabe besteht in der Verfolgung von Straftaten, aber auch Hilfeleistung bei Personen, die aufgrund der schwierigen Terrainbedingungen in Notlagen geraten.

## Produktionsnotizen, Überlieferung
Für die Dreharbeiten in Süd-Florida wurden ortsansässige Seminolen als Hilfskräfte und Komparsen angeworben. Gastdarsteller waren u. a. Burt Reynolds, Victor Buono, Mala Powers und Luke Halpin. Die Regie führten Jack Herzberg, John Floria und Franklin Adreon, die Drehbücher stammten von Stuart Jerome, Richard Donavan und Stephen Kandel.
Von den 30 Originalepisoden wurde lediglich 12 Deutsch synchronisiert. Nach der  Erstausstrahlung im Vorabendprogramm der ARD im Frühjahr 1972 wurde die Serie nie wieder ausgestrahlt, möglicherweise aufgrund des Schwarzweißcharakters, da dieses Format mit der rasanten Ausbreitung des Farbfernsehens in Westdeutschland seit 1967 als obsolet galt. Ob die deutsche Synchronfassung noch existiert, ist ungeklärt (Stand 2025).